# Lac Capichigamau
Lac Capichigamau är en sjö i Kanada.   Den ligger i regionen Nord-du-Québec och provinsen Québec, i den östra delen av landet, 600 km norr om huvudstaden Ottawa. Lac Capichigamau ligger 354 meter över havet. Arean är 21,5 kvadratkilometer. Den sträcker sig 16,4 kilometer i nord-sydlig riktning, och 8,9 kilometer i öst-västlig riktning.
Trakten runt Lac Capichigamau är nära nog obefolkad, med mindre än två invånare per kvadratkilometer.